# Pfinzgau (Landschaft)
Der Pfinzgau ist eine historische Kleinlandschaft in Baden-Württemberg östlich von Karlsruhe. Er hat seinen Namen vom Fluss Pfinz.
Im Hochmittelalter sind nur wenige Orte rund um Grötzingen als Bestandteile des Pfinzgaus belegt. Erste Ansiedlungen auf dem Gebiet des heutigen Karlsruher Stadtteils sind für das 4. und 7. Jahrhundert nördlich und südlich der Pfinz nachgewiesen. Als Grafen des Pfinzgaus amtierten um 1100 die Grafen von Hohenberg.
In neuerer Zeit erlebte der lange vergessene Begriff eine Wiederbelebung. Seit 1913 heißt die Altertumssammlung in Durlach (seit 1924 zugänglich in der Karlsburg) Pfinzgaumuseum.

## Naturräumliche Gliederung
Als Naturraum ist der Pfinzgau ein lößlehmüberdecktes, sanft gewelltes Hügelland aus Muschelkalk mit Ausläufern des Lettenkeupers und des Unteren Gipskeupers (Zitat aus remchingen.de).
In der Geographischen Landesaufnahme wird der Pfinzgau als Teil des Pfinzhügellands beschrieben.
125.3 Pfinzhügelland
- 125.30 Westlicher Pfinzgau
- 125.31 Pfinz-Alb-Platte
- 125.32 Östlicher Pfinzgau
- 125.33 Bauschlotter Platte
- 125.34 Pforzheimer Enztal